# Mamy fa per tutti
Mamy fa per tutti (...And Mother Makes Five) è una serie televisiva britannica in 26 episodi trasmessi per la prima volta nel corso di 4 stagioni dal 1974 al 1976. È il seguito di Mamy fa per tre (And Mother Makes Three, 1971-1973, 26 episodi).

## Trama
Sally Harrison, madre di Simon e Peter, ha da poco sposato il vedovo David Redway, padre di Jane. La serie segue le vicissitudini della coppia e dei loro figli che si sono uniti in una sola famiglia. La zia di Sally, Flo, appare anche in questo seguito ma solo in 8 episodi.

## Personaggi e interpreti
- Sally Redway (26 episodi, 1974-1976), interpretata da Wendy Craig.
- David Redway (26 episodi, 1974-1976), interpretato da Richard Coleman.
- Simon Redway (26 episodi, 1974-1976), interpretato da Robin Davies.
- Peter Redway (26 episodi, 1974-1976), interpretato da David Parfitt.
- Jane Redway (26 episodi, 1974-1976), interpretata da Maxine Gordon.
- Zia Flo (8 episodi, 1974-1975), interpretato da Valerie Lush.
- Monica Spencer (7 episodi, 1975-1976), interpretata da Charlotte Mitchell.
- Joss Spencer (4 episodi, 1975), interpretato da Tony Britton.
- Brownlow (3 episodi, 1974-1975), interpretato da Derek Seaton.
- Madre di Sally (3 episodi, 1974), interpretata da Gwen Nelson.
- Mrs. Fletcher (2 episodi, 1974), interpretata da Patricia Routledge.
- Mr. Turnbull (2 episodi, 1974-1975), interpretato da Julian Somers.
- Mrs. Danvers (2 episodi, 1974-1976), interpretata da Dany Clare.

## Produzione
La serie, ideata da Richard Waring, fu prodotta da Thames Television. Il regista è Peter Frazer-Jones.

### Sceneggiatori
Tra gli sceneggiatori sono accreditati:
- Wendy Craig in 13 episodi (1974-1976)
- Richard Waring in 9 episodi (1974-1976)
- Brian Cooke in 3 episodi (1975)

## Distribuzione
La serie fu trasmessa nel Regno Unito dal 1º maggio 1974 all'11 febbraio 1976  sulla rete televisiva ITV. In Italia è stata trasmessa su Rete 4 con il titolo Mamy fa per tutti.

## Episodi
| Stagione         | Episodi | Prima TV Regno Unito |
| ---------------- | ------- | -------------------- |
| Prima stagione   | 7       | 1974                 |
| Seconda stagione | 6       | 1974                 |
| Terza stagione   | 7       | 1975                 |
| Quarta stagione  | 6       | 1976                 |